# Pfarrkirche Gurnitz

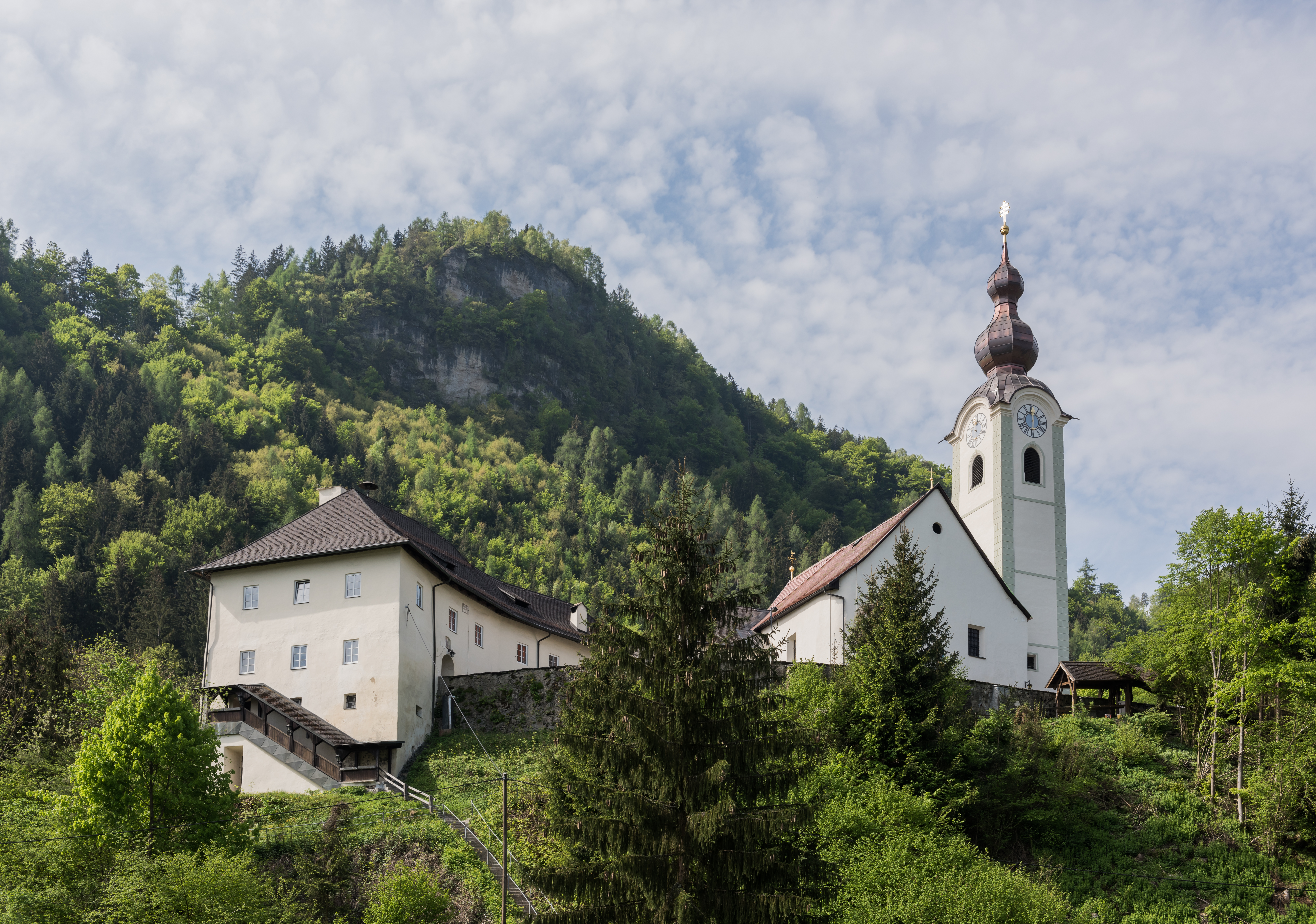
Katholische Pfarrkirche hl. Martin in Gurnitz

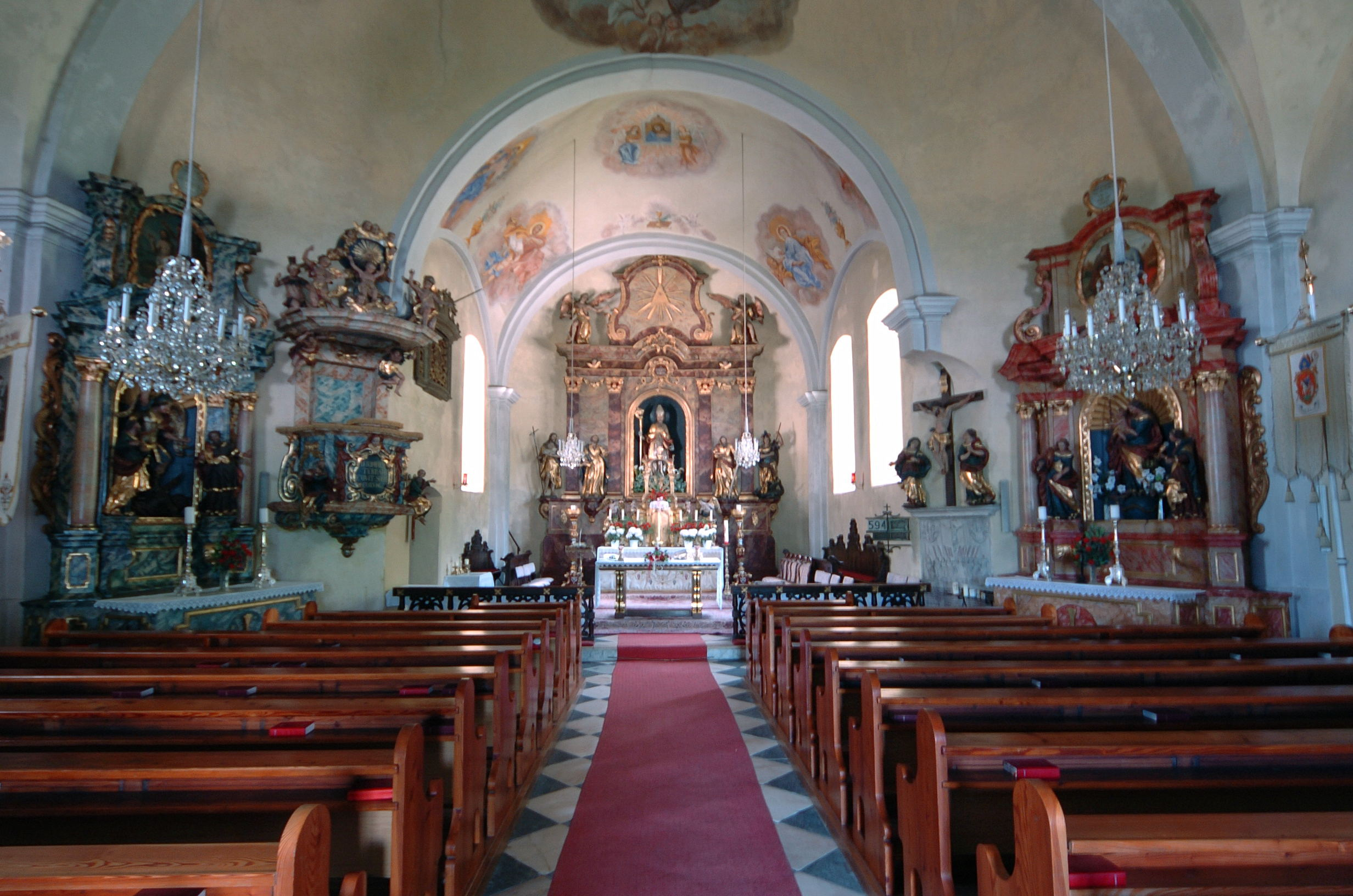
Langhaus, Blick zum Chor

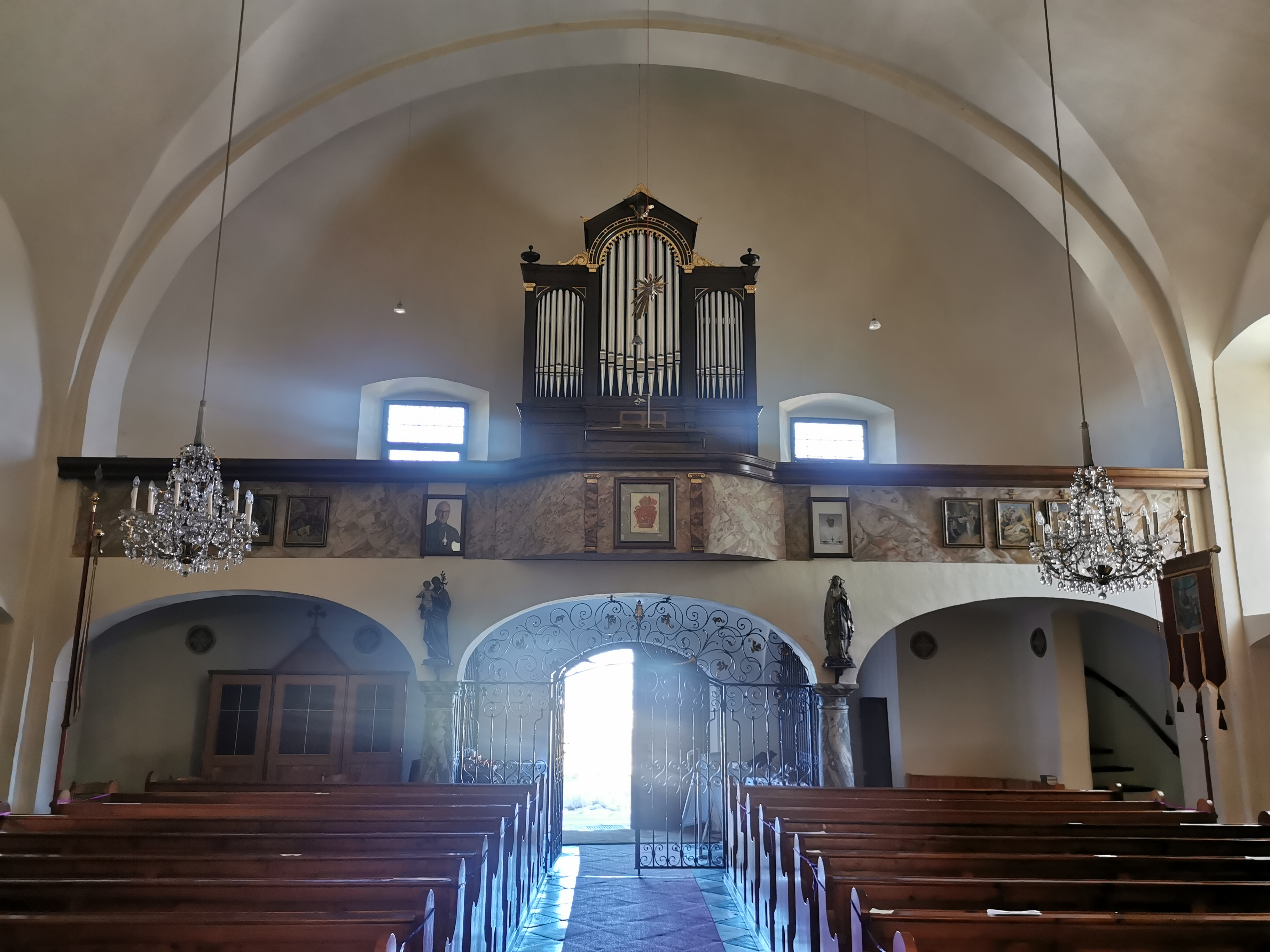
Langhaus, Blick zur Empore

Die römisch-katholische Pfarrkirche Gurnitz steht auf einem Felsplateau am Nordhang der Sattnitz in der Ortschaft Gurnitz in der Marktgemeinde Ebenthal in Kärnten im Bezirk Klagenfurt-Land in Kärnten. Die dem Patrozinium des Heiligen Martin von Tours unterstellte Kirche gehört zum Dekanat Tainach/Tinje in der Diözese Gurk-Klagenfurt. Die Kirche steht unter Denkmalschutz (Listeneintrag).

## Geschichte
Das älteste Patrozinium des hl. Martin in Kärnten entstand als Eigenkirche in karolingischer Zeit. Ein Pfarrer wurde 1219 urkundlich genannt. Vor 1240 wurde ein Kollegiatskapitel nach der Augustinerregel eingerichtet. Von 1240 bis 1245 gab es einen Propst. 1482 wurde die Kirche durch die Ungarn geplündert. Es bestand eine Lehensherrschaft durch das Erzstift Salzburg. 1986 wurde die Kirche außen restauriert.
Die Pfarre Gurnitz war bis in die Zwischenkriegszeit eine amtlich slowenische Pfarre und ist nunmehr deutschsprachig.

## Architektur
Der genordete barocke Kirchenbau aus 1773 ist mit dem ostseitigen Propsteigebäude, heute Pfarrhof, verbunden. Der schlanke Südturm mit barocken Eckquadern trägt einen zierlichen Zwiebelhelm. Der untere Turmbereich und die südlich an den Turm angebaute Nikolauskapelle sind erhaltene Teile der mittelalterlichen Vorgängerkirche. Ein hoher Spitzbogen im Mauerwerk der Ostwand des Langhauses, wohl der ehemalige Triumphbogen, belegt einen geosteten Vorgängerbau. Das Westportal hat ein gotisches Türschloss.
Über dem Westportal befindet sich ein Fresko des hl. Martin vom Maler Karl Bauer 1947.
Das Kircheninnere zeigt ein einschiffiges Langhaus und einen Chor in einheitlicher barocker Raumwirkung, das Langhaus hat ein Tonnengewölbe mit Kreuzgraten und Gurtbögen auf abgestuften Pilastern, der flachbogig geschlossene Chor hat ein Platzlgewölbe, der Triumphbogen hat verkröpfte Gesimse. Die Orgelempore steht auf zwei toskanischen Säulen und hat drei Korbbogenarkaden.
Im Chorgewölbe gibt es barocke Fresken mit dem Bild Heiliges Haupt mit Engeln und den Vier Evangelisten, über dem Triumphbogen Heilige Dreifaltigkeit.

## Einrichtung
Der flache Hochaltar mit einem architektonischen Aufsatz entstand 1782, er trägt die Figuren der Heiligen Martin, Johannes der Täufer, Peter und Paul, und Georg und rechts und links zwei große spätbarocke Holzstandleuchter.
Der linke Seitenaltar aus 1722 trägt die Figuren der Heiligen Michael, Apostel und Jakobus und im Aufsatz Taufe Christi. Der rechte Seitenaltar aus 1724 trägt die Figuren der Heiligen Maria Immaculata vor einer muschelbekrönenden Nische und Barbara und Katharina, das Aufsatzbild zeigt Anna selbdritt gemalt von Karl Bauer 1947. Links davon steht eine barocke Kreuzigungsgruppe um 1740.
Die Kanzel aus dem zweiten Viertel des 18. Jahrhunderts wurde Christoph Rudolph zugeschrieben, am Schalldeckel symbolisieren Engel die Erdteile. An der Westwand des Langhauses befindet sich ein Gemälde Mariä Krönung mit einem Wappen 1616. An der Brüstung der Orgelempore befinden sich auf Konsolen Schnitzfiguren der Heiligen Josef und Maria nach Grödener Art aus dem 20. Jahrhundert.
In der Nikolauskapelle ein Altar um 1780 mit dem Altarbild hl. Nikolaus und Büsten zweier Franziskanermönche auf Reliquiensockeln.
Es gibt Glocken aus dem 14. Jahrhundert. Eine Glocke nennt Ignaz Lorenz Röder 1714.

## Grabdenkmäler

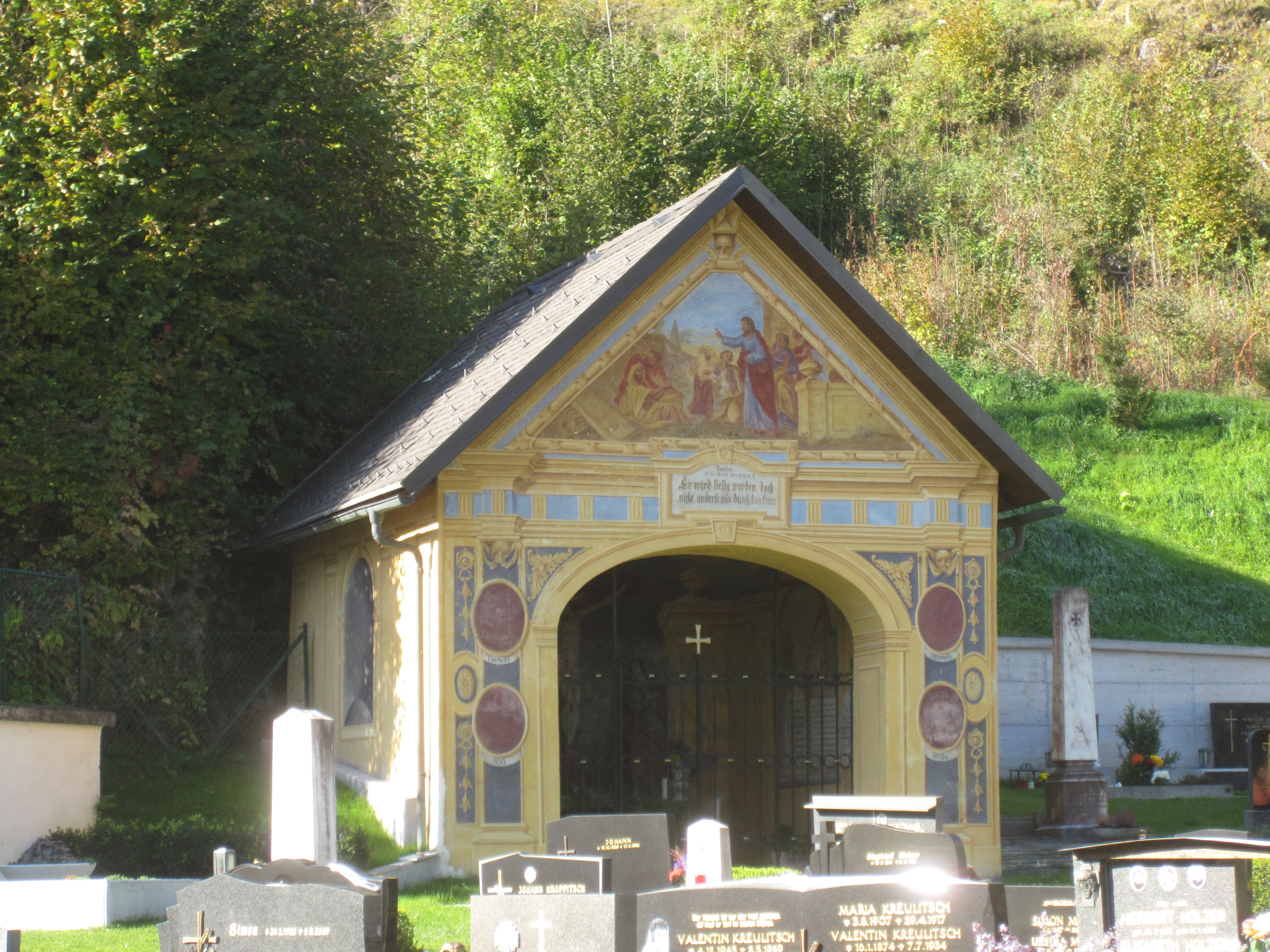
Friedhofskapelle mit mehrsprachigen Inschriften

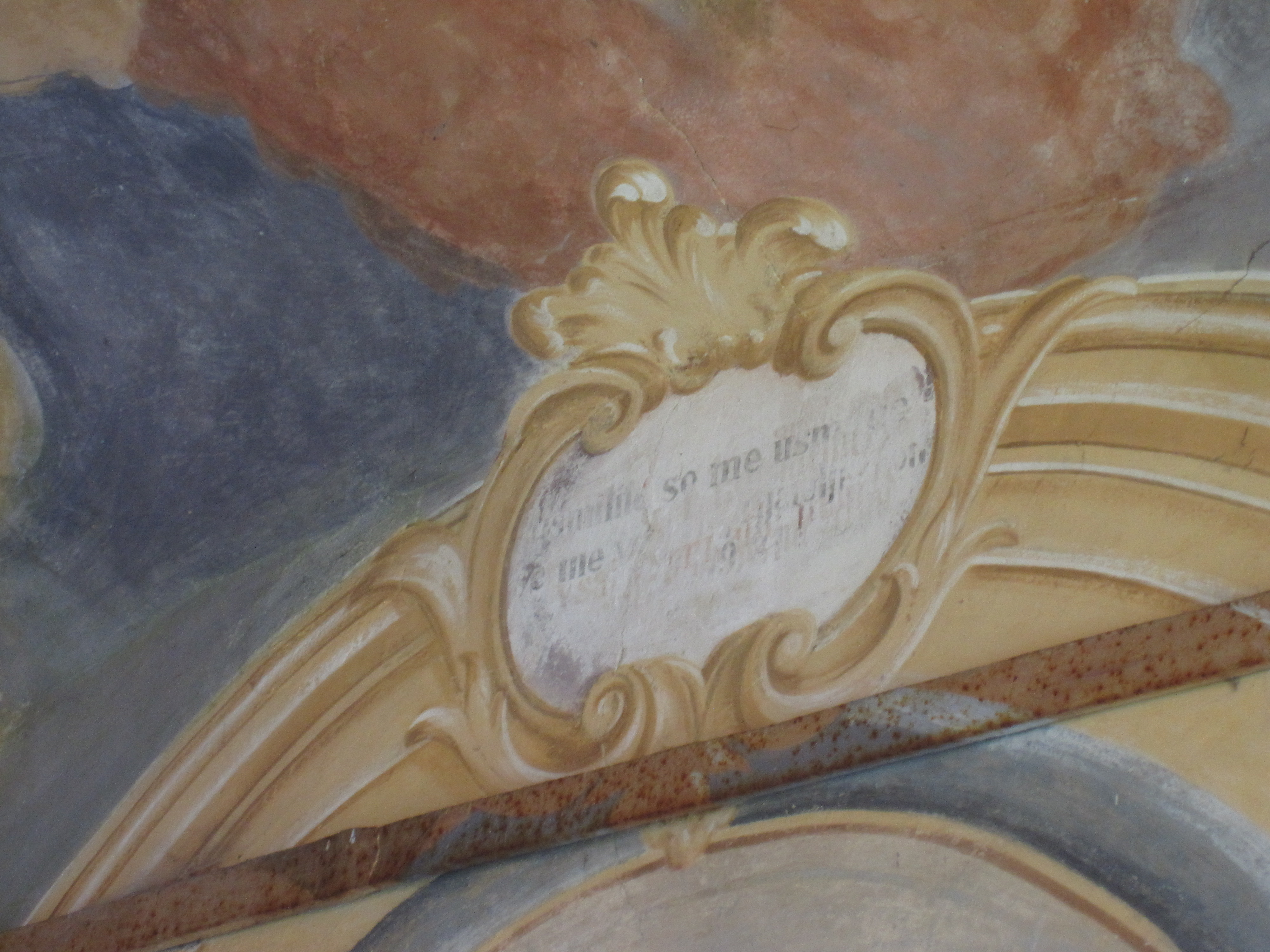
Grabkapelle mit slowenischer Inschrift

Am Friedhof von Gurnitz sind eine Reihe von Grabsteinen von hier tätigen slowenischen Priestern und Probsten erhalten, die slowenischen Inschriften aufweisen.
Ebenso finden sich in der reich mit Fresken versehenen Friedhofskapelle (wahrscheinlich barock und neoraffaelitisch erneuert) nunmehr verblasste slowenische Inschriften in den Lünetten der Fresken.

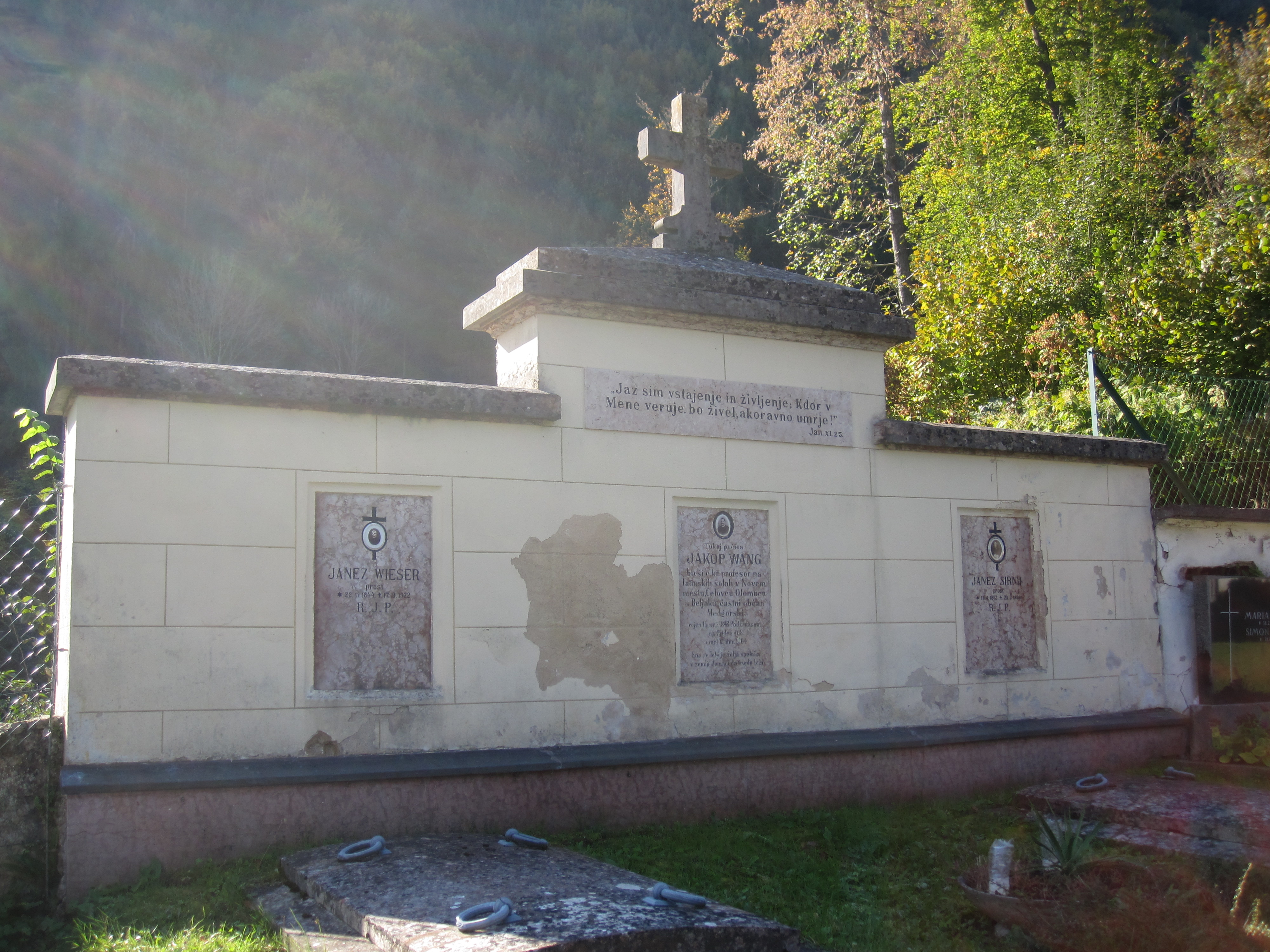
Grabdenkmal für drei Priester in Slowenisch
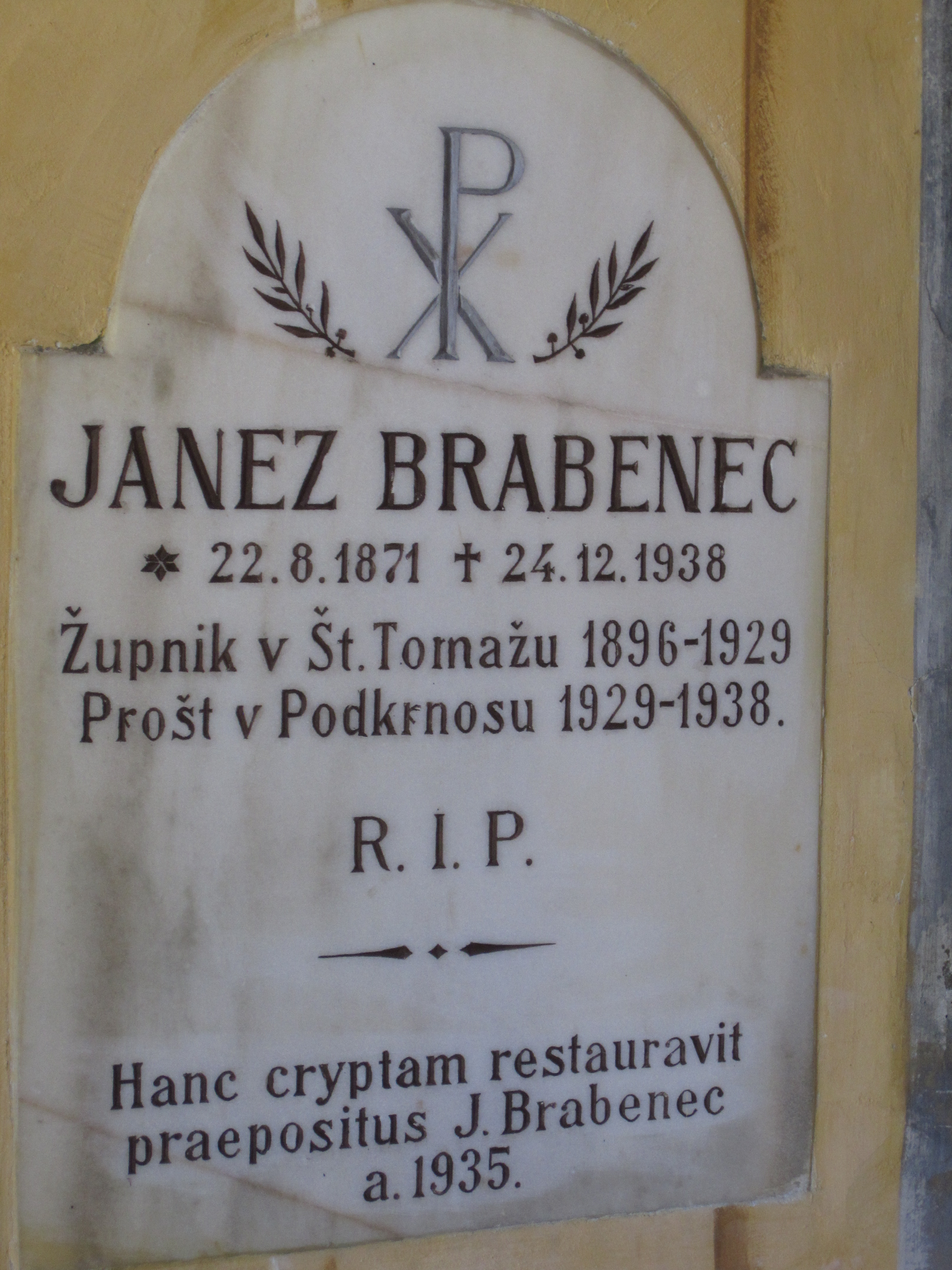
Grabstein von Janez (Jan) Brabenec
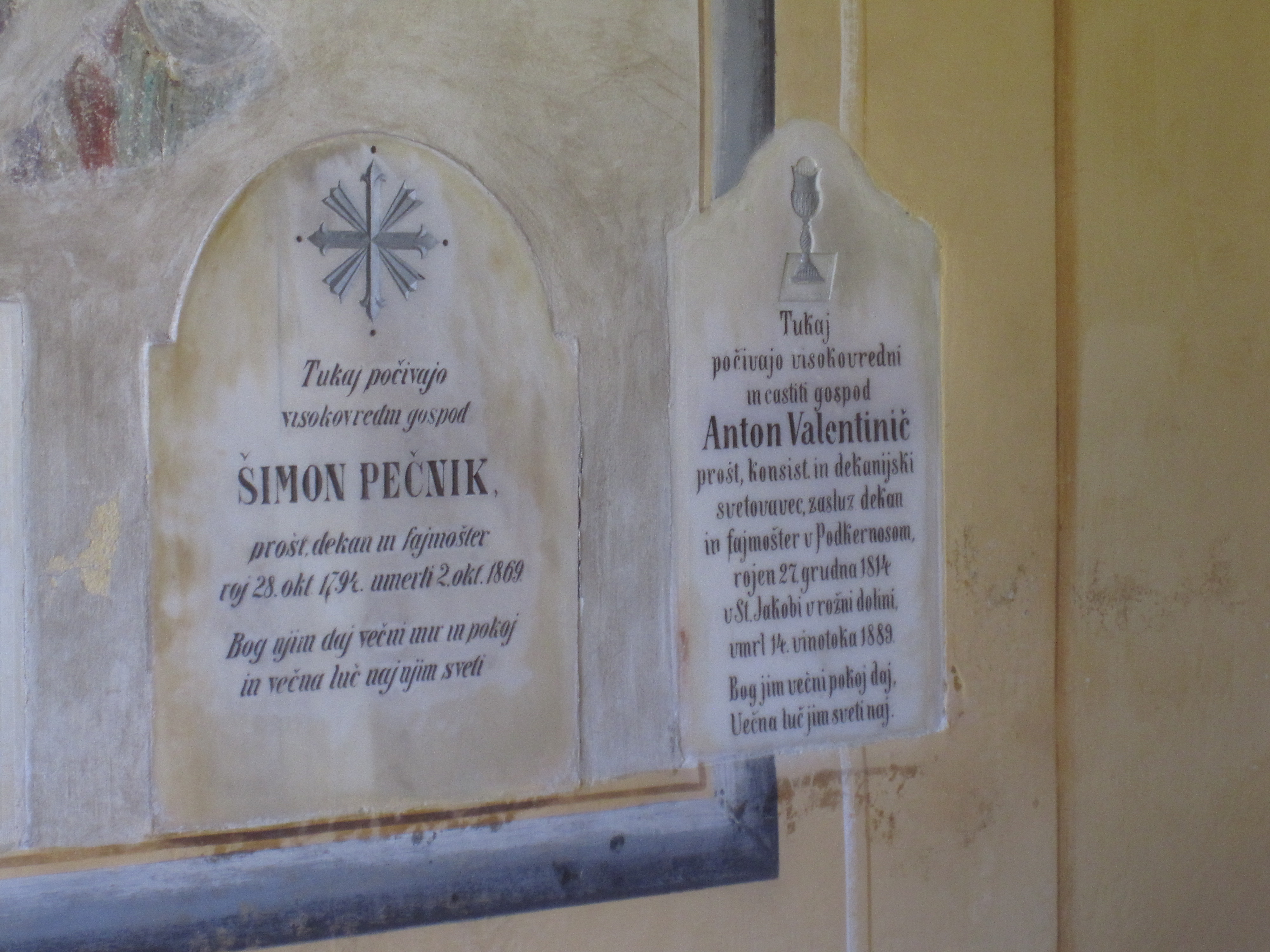
Zwei slowenische Grabsteine in der Friedhofskapelle
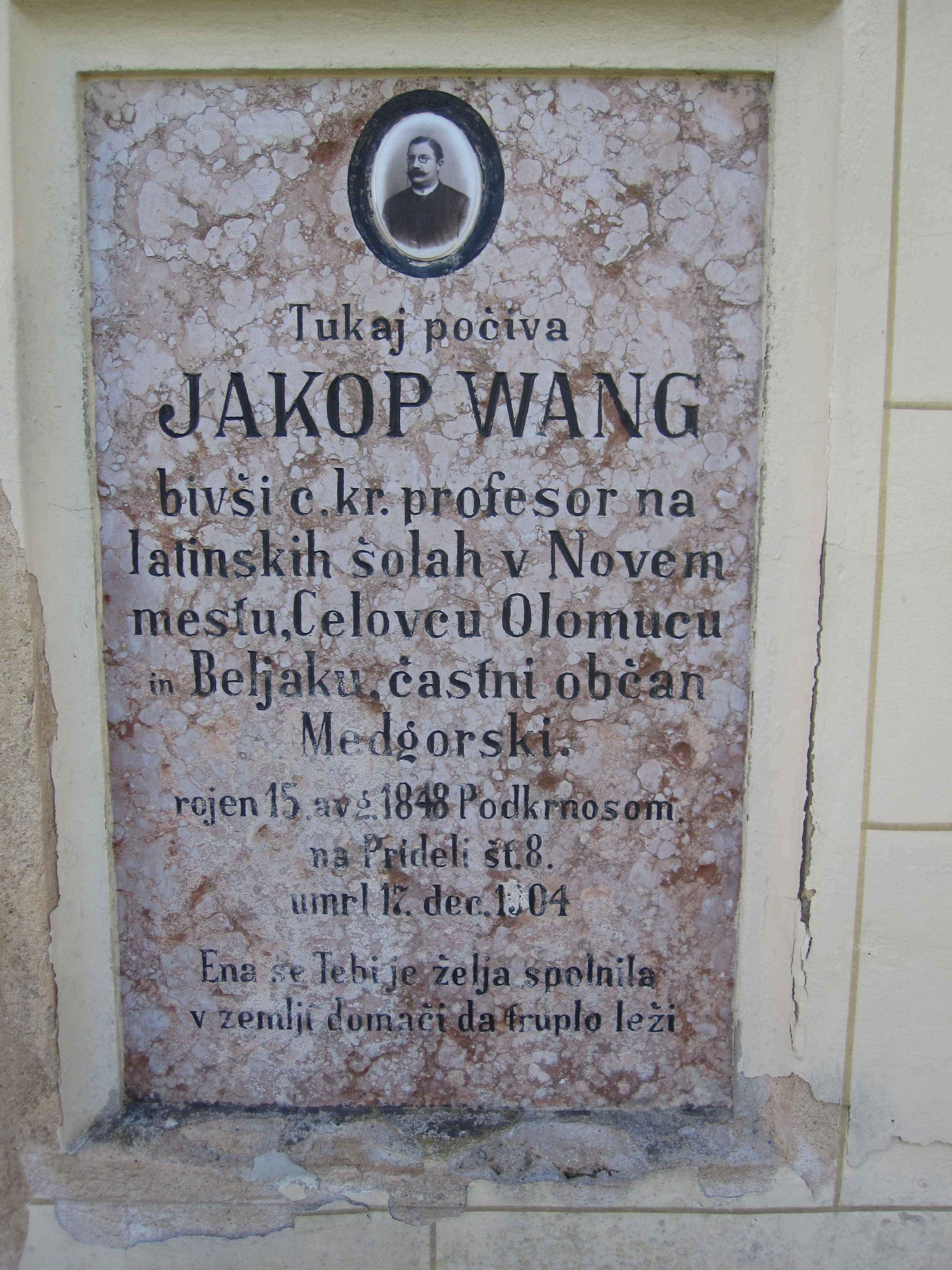
Grabstein von Jakob Wang mit slowenischer Inschrift
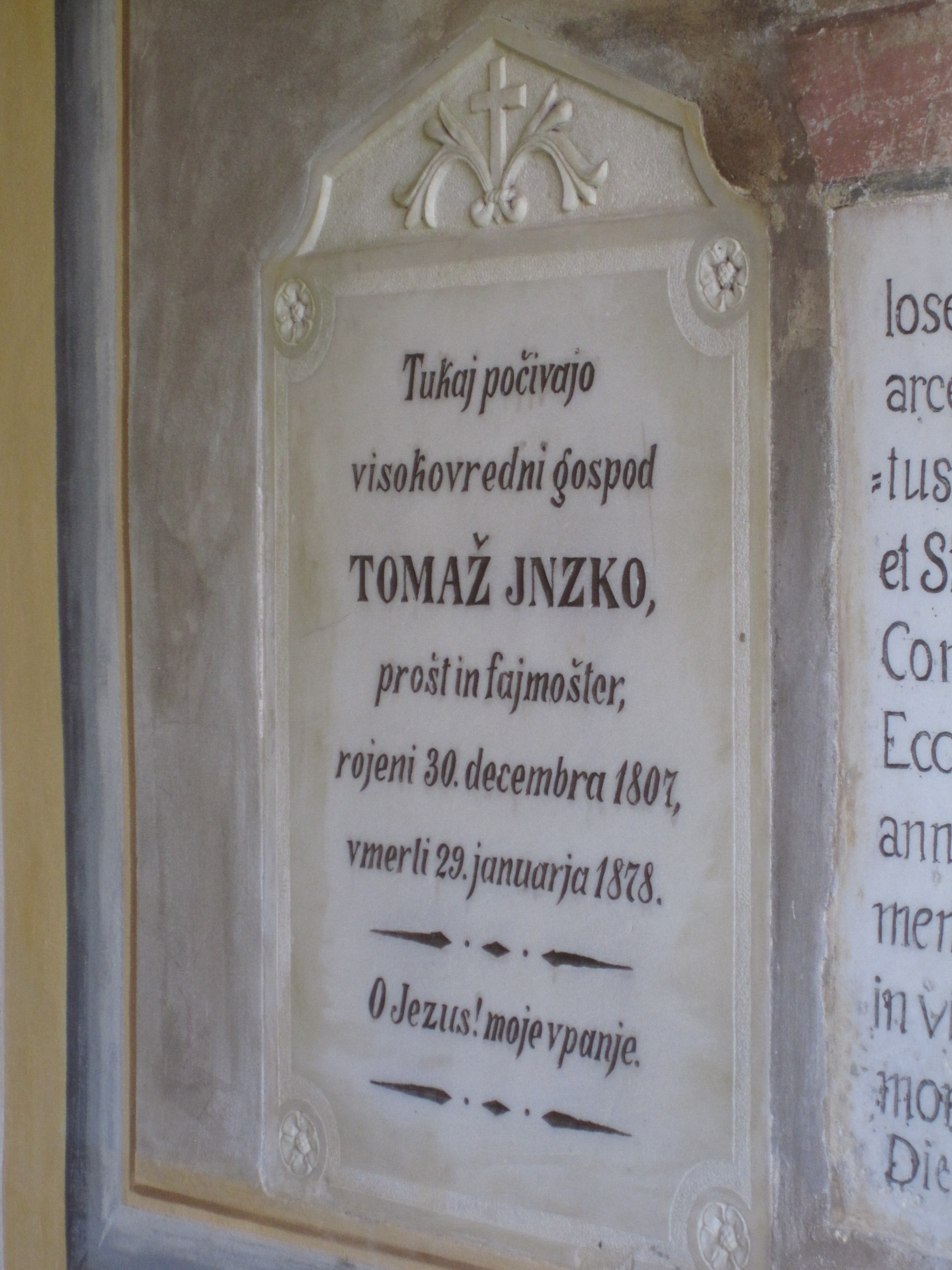
Grabstein von Tomaž Inzko in der Friedhofskapelle mit slowenischer Inschrift
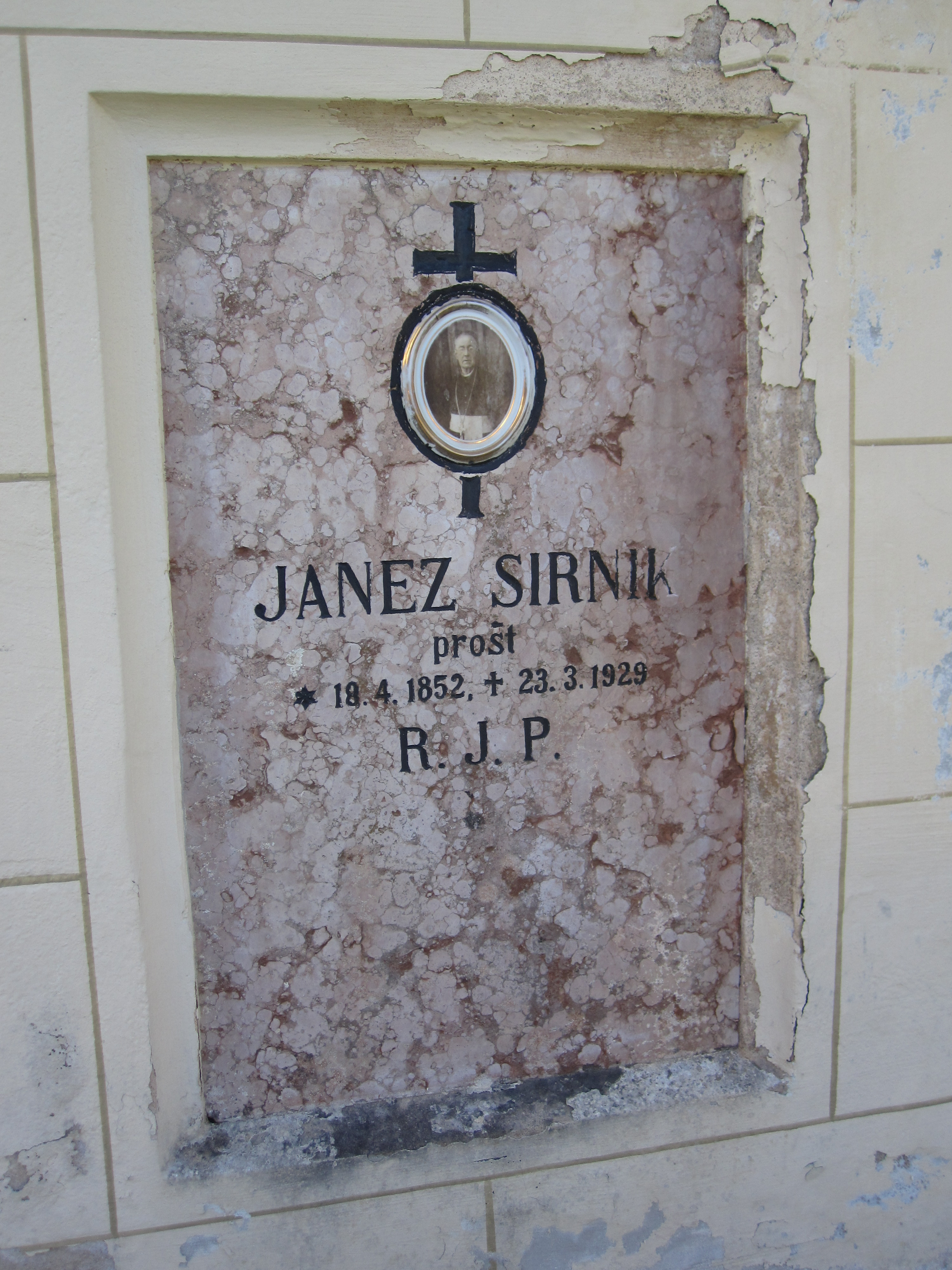
Grabstein von Janez Sirnik in der Friedhofskapelle mit slowenischer Inschrift

Außen
- Grabstein mit Ölberg-Relief zu Benedikt Mitterholzer gestorben 1650.

Innen
- Bei der Kreuzigungsgruppe Grabstein der Familie Georg Sigismund von Neuhaus gestorben 1600 von Martin Pacobello 1604.
- An der Westwand des Langhauses befindet sich ein Grabstein zu Graf Joh. Jos. Inzaghi 1722.
- An der Ostwand des Langhauses Gedenkstein zu Propst Joseph Aichwalder als Bauherr der Kirche mit Chronogramm 1773.
- Grabstein zu Regina Kulmer 1587.